# 오동초등학교 (전북)
오동초등학교는 대한민국 전북특별자치도 남원시에 있는 공립 초등학교이다.

## 학교 연혁
- 1955. 08. 10 이백초등학교 서부분교장설립인가
- 1957. 04. 25 오동국민학교 개교
- 1959. 03. 20 제1회 졸업생 47명 졸업
- 1984. 03. 02 오동국민학교병설유치원 설립
- 1985. 12. 05 본관 교실 개축
- 1996. 03. 01 오동초등학교로 교명 개칭
- 2006. 08. 25 상수도 및 하수도 시설 완료
- 2010. 03. 01 자율학교 지정
- 2013. 09. 01 김용훈 교장 선생님 부임
- 2014. 02. 13 56회 7명 졸업 (총 2,092명)

## 참고 자료
- 오동초등학교 - 한국교육학술정보원 학교알리미